# Gregorio di Pečers'k
Gregorio di Pečers'k in russo Григорий?, Grigorij, detto anche il Taumaturgo (... – 1093) è stato un monaco cristiano ucraino vissuto nell'XI secolo. È venerato come santo dalla Chiesa ortodossa russa che ne celebra la memoria l'8 gennaio e il 28 settembre.

## Biografia
La sua agiografia è contenuta nei Pateriki del Monastero delle Grotte di Kiev, redatti tra l'XI e il XIII secolo.
Discepolo di Teodosio di Pečers'k, improntò la propria esistenza alla povertà, alla preghiera e alla lettura dei libri sacri. La sua conoscenza di opere definite dai Pateriki "proibite" gli permise di combattere i demoni e di realizzare miracoli. Morì assassinato, legato per mani e piedi e gettato con una pietra al collo nel Dnepr, per ordine del Principe ed erede al trono Rostislav Vsevoldovič dopo avere predetto che quest'ultimo sarebbe affogato nella campagna militare contro i Cumani, evento in seguito realmente verificatosi.
Tale santo viene spesso confuso con un proprio omonimo, il quale compose Canoni in onore del principe Vladimir II di Kiev, dei santi Boris e Gleb e di Teodosio. Quest'ultimo tuttavia, pur dimorando nel monastero ucraino, morì nel 1093.

## Miracoli e leggende devozionali
Significative e peculiari sono le leggende devozionali che hanno per oggetto il rapporto tra il santo e i malfattori e che evidenziano in Gregorio una determinazione e un rigore senza pari tra gli altri monaci che abitavano il monastero.
Si narra infatti che le preghiere del santo fecero sì che dei lestofanti che avevano saccheggiato la chiesa della lavra non potessero né addormentarsi né nutrirsi per cinque giorni, trascorsi i quali gli stessi tornarono al monastero invocando perdono e confessando i propri misfatti. Catturati dall'autorità secolare furono condannati a morte, ma la sentenza nei loro confronti non fu eseguita a causa dell'intercessione di Gregorio che ritenne sincero il pentimento e la colpa già espiata.
Vicenda analoga occorse quando altri ladri cercarono di rubare nell'orto del monastero. Desiderosi di redimersi non riuscirono ad avvicinarsi al santo per ben tre giorni, passati in veglia e digiuno. Quando il santo li ricevette impose loro di lavorare fino alla morte all'interno del luogo sacro.
I Pateriki narrano che un altro malfattore fu addirittura ucciso da Gregorio, che lo soffocò con una catasta di rami nel tentativo di far espiare al reo le proprie colpe.